# Wanniyala
Wanniyala là một chi nhện trong họ Pholcidae.

## Các loài
Các loài trong chi này gồm:
- Wanniyala agrabopath Huber & Benjamin, 2005
- Wanniyala hakgala Huber & Benjamin, 2005